# Celestýna Faron
Blahoslavená Celestyna Faron, vl.jm. Katarzyna Stanisława Faron (24. dubna 1913, Zabrzeż – 9. dubna 1944, koncentrační tábor Auschwitz) byla polská katolická řeholnice kongregace Sester služebnic Neposkvrněného početí Panny Marie.

## Život
Narodila se 24. dubna 1913 v Zabrzeżi. Když jí bylo pět let, ztratila matku a byla vychovávána u bezdětných příbuzných v Kamienici. Roku 1930 vstoupila k Sestrám služebnicím Neposkvrněného početí Panny Marie ve Staré Wsi a dostala jméno Celestyna. Dne 15. září 1938 složila své věčné sliby. Získala odbornou kvalifikaci pro vzdělávání a katechetické kurzy ve Lvově, v Poznani a Přemyšlu. V roce 1936 v Poznani získala diplom učitelky v mateřské školce. Jako učitelka pracovala v Brzozowě.
Po vypuknutí 2. světové války vedla dům kongregace, provozovala sirotčinec a dům pro pomoc potřebným. Dne 19. února 1942 pod obviněním z konspirace byla poučena, aby se hlásila v gestapu v Brzozowě. Když jí jedna sestra poradila, aby utekla nebo se skryla, uslyšela odpověď: "Nemůžu tak učinit, protože bych mohla vystavit kongregaci nepříjemnostem". Šla na gestapo a nevrátila se. Byla zatčena v Brzozowě a uvězněna v Jasłe a pak v Tarnowě. Dne 6. ledna 1943 byla odvezena do koncentračního tábora v Auschwitz. Obdržela číslo 27989. V táboře pracovala na kopání příkopů. Onemocněla tyfem. Vzhledem k drsným podmínkám v táboře nemoc sestry Celestyny přešla v plicní tuberkulózu a opakované plicní krvácení.
Nikdy si nestěžovala na svůj osud navzdory svému utrpení a bolesti. Přijala vše, co jí potkalo. Modlila se intenzivně růženec, vyrobený z chleba. Zemřela ráno dne 9. dubna 1944.

## Beatifikace
Blahořečena byla dne 13. června 1999 papežem sv. Janem Pavlem II. ve skupině 108 polských mučedníků doby nacismu.